# Rock Steady Live
Rock Steady Live è un video live del gruppo musicale statunitense No Doubt, pubblicato nel 2003.

## Il video

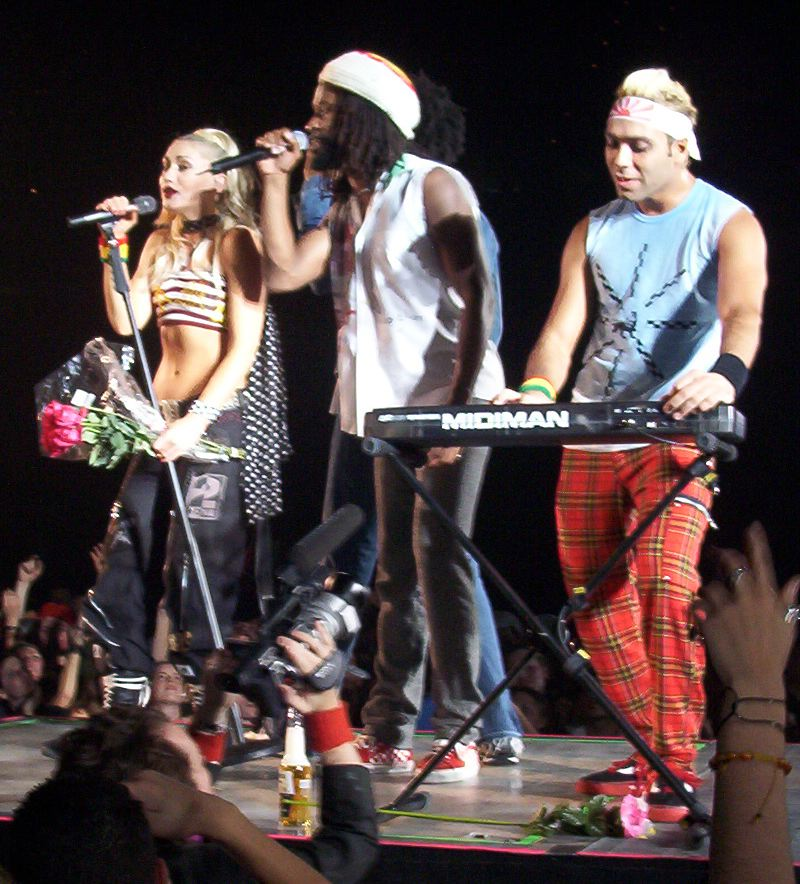
NoDoubt RockSteadyTour

Il video contiene una registrazione tratta da un concerto tenuto a Long Beach (California) nel novembre 2002 per promuovere la pubblicazione dell'album Rock Steady (2001), quinto disco in studio della band californiana.
Il video è stato diffuso nel formato DVD dalla Interscope Records.
La regia è di Sophie Muller, collaboratrice di lunga data dei No Doubt.

## Scaletta concerto
1. Hella Good (Chad Hugo, Tony Kanal, Pharrell Williams, Gwen Stefani)
2. Sunday Morning (Kanal, E. Stefani, G. Stefani)
3. Ex-Girlfriend (Tom Dumont, Kanal, G. Stefani)
4. Underneath It All (G. Stefani, David Stewart)
5. Platinum Blonde Life (Dumont, Kanal, G. Stefani)
6. Bathwater (Dumont, Kanal, G. Stefani)
7. Don't Let Me Down (Dumont, Kanal, G. Stefani)
8. Magic's in the Makeup (Dumont, G. Stefani)
9. Running (Kanal, G. Stefani)
10. In My Head (Dumont, Kanal, G. Stefani)
11. New (Dumont, G. Stefani)
12. Simple Kind of Life (G. Stefani)
13. Just a Girl (Dumont, G. Stefani)
14. Hey Baby (Dumont, Kanal, Rodney Price, G. Stefani)
15. Rock Steady (Kanal, G. Stefani)
16. Spiderwebs (Kanal, G. Stefani)
17. Don't Speak (E. Stefani, G. Stefani)

Bonus tracks
1. Total Hate (Gabriel Gonzalez, Chris Leal, John Spence)
2. Excuse Me Mr. (Dumont, G. Stefani)
3. Different People (Kanal, E. Stefani, G. Stefani)
4. Trapped in a Box (Dumont, Kanal, E. Stefani, G. Stefani)

## Formazione
No Doubt
- Gwen Stefani – voce
- Tom Dumont - chitarra
- Tony Kanal – basso
- Adrian Young – batteria, percussioni